# 460 v.Chr.

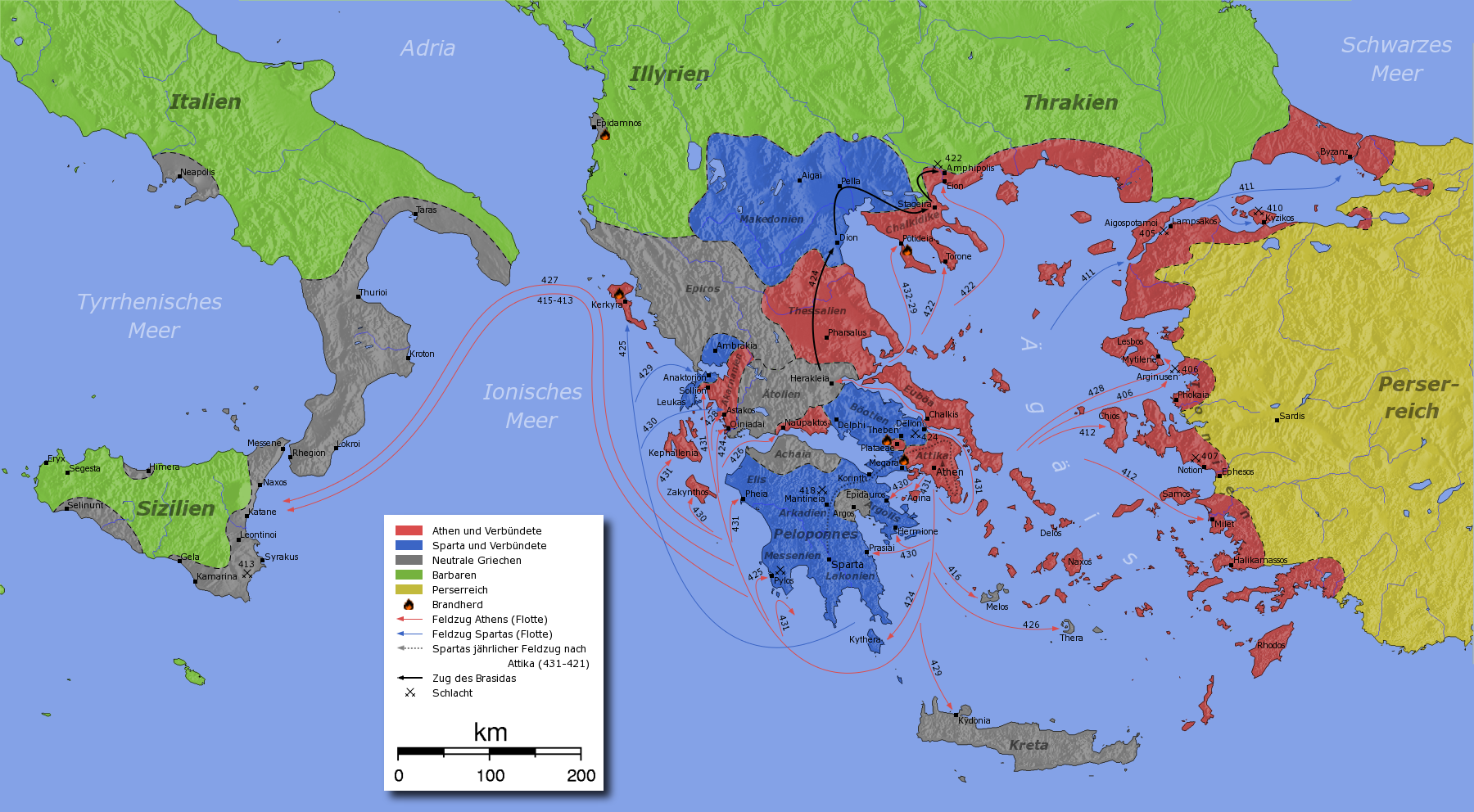
Verloop van de Peloponnesische Oorlog.

Het jaar 460 v.Chr. is een jaartal volgens de christelijke jaartelling.

## Gebeurtenissen

### Egypte
- Inaros de zoon van Psamtik III komt in opstand tegen de Perzische overheersing.
- Athene stuurt een vloot van 200 triremes om de Egyptenaren te ondersteunen.

### Griekenland
- Begin van de Peloponnesische Oorlog (460 - 404 v.Chr.), een strijd tussen de oude stadstaten Athene en Sparta met hun wederzijdse bondgenoten. De oorlog zal in totaal bijna 56 jaar duren. Het conflict wordt ook wel de kleine "(Griekse) wereldoorlog" genoemd. Na afloop van de oorlog komen beide partijen zo verzwakt uit de strijd, dat zij geen van beide ooit nog hun vroegere grootheid kunnen terugwinnen.

### Italië
- In Rome bezetten de Sabijnen het Capitool, de stad Tusculum stuurt troepen om de Romeinen te helpen.

## Geboren
- Democritus van Abdera, Grieks astronoom, filosoof en reiziger
- Hippokrates van Kos (~460 v.Chr. - ~377 v.Chr.), Grieks arts
- Thucydides (~460 v.Chr. - ~400 v.Chr.), Atheens veldheer en historicus